# 恵心院
恵心院（えしんいん）は、京都府宇治市にある真言宗智山派の寺院。山号は朝日山。本尊は十一面観音。宇治川に掛かる宇治橋の上流に位置する。「花の寺」として知られている。

## 歴史
弘法大師空海によって開かれた。唐の青龍寺に似ていたため、龍泉寺と名付けられる。寺伝によれば、寛弘2年（1005年)、恵心僧都源信により再興された。しかし、中世に兵火に掛かって衰退した。
天正17年（1589年）、豊臣秀吉及び徳川家康から合わせて30石を賜っている。
大正から昭和期のモダニスト作家である稲垣足穂は、戦後間もない一時期、恵心院の別棟で家族と暮らした。「少年愛の美学」「Ａ感覚とＶ感覚」「宇治桃山はわたしの里」などの著書の中で宇治の美しさを表現した。

## 境内
- 本堂（京都府指定有形文化財） - 延宝4年（1676年）に萬福寺の建築に関わった秋篠兵庫により建立された。建物は、須弥壇室と護摩壇室とが左右非対称で建てられた和様仏堂である。多くの改造がなされている[4]。
- 庫裏 - 1996年（平成8年）再建。
- 白龍大神社 - 鎮守社。
- 山門 - 天正17年（1589年）再建。
- 弘法大師像

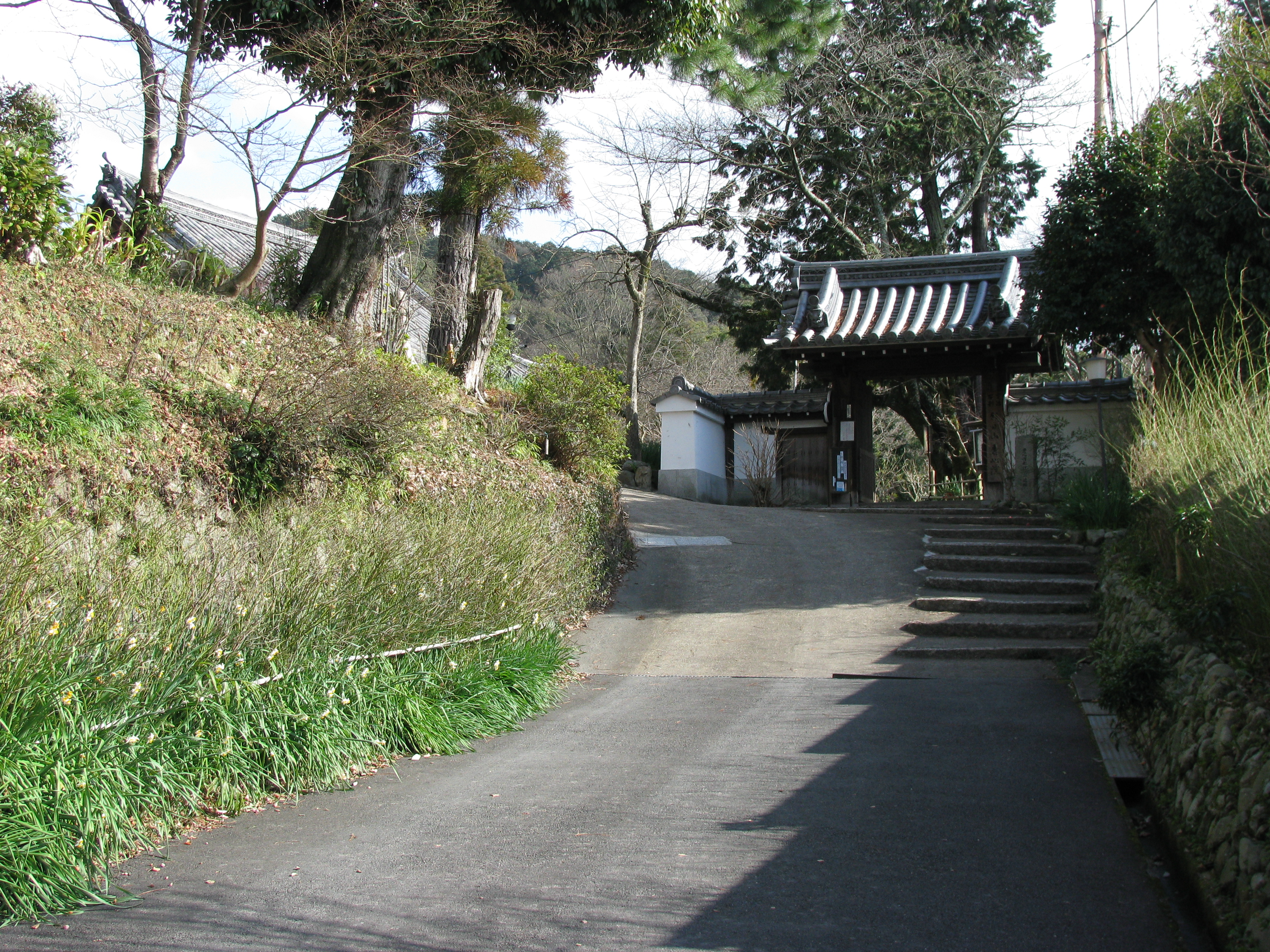
参道と山門
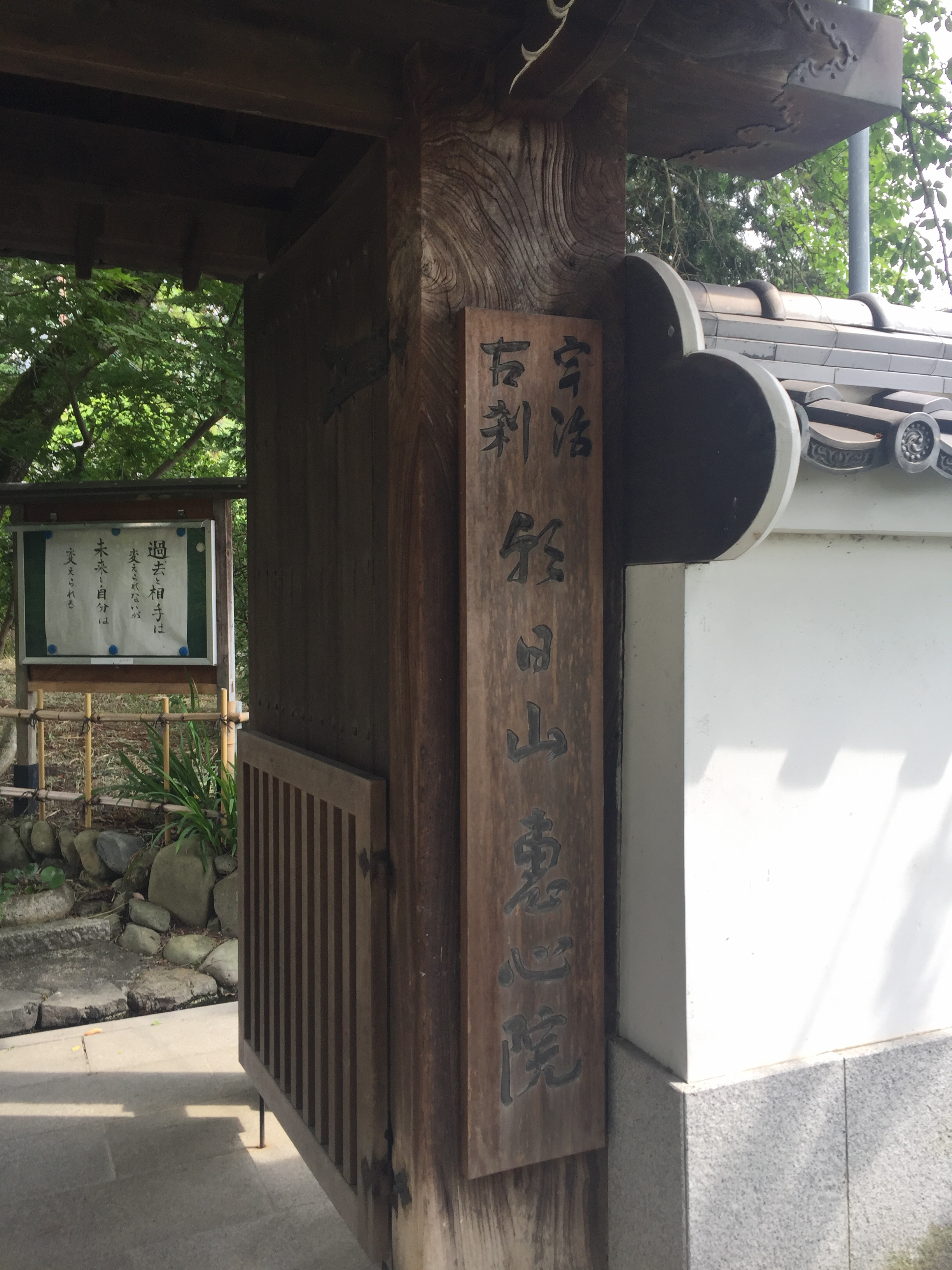
山門
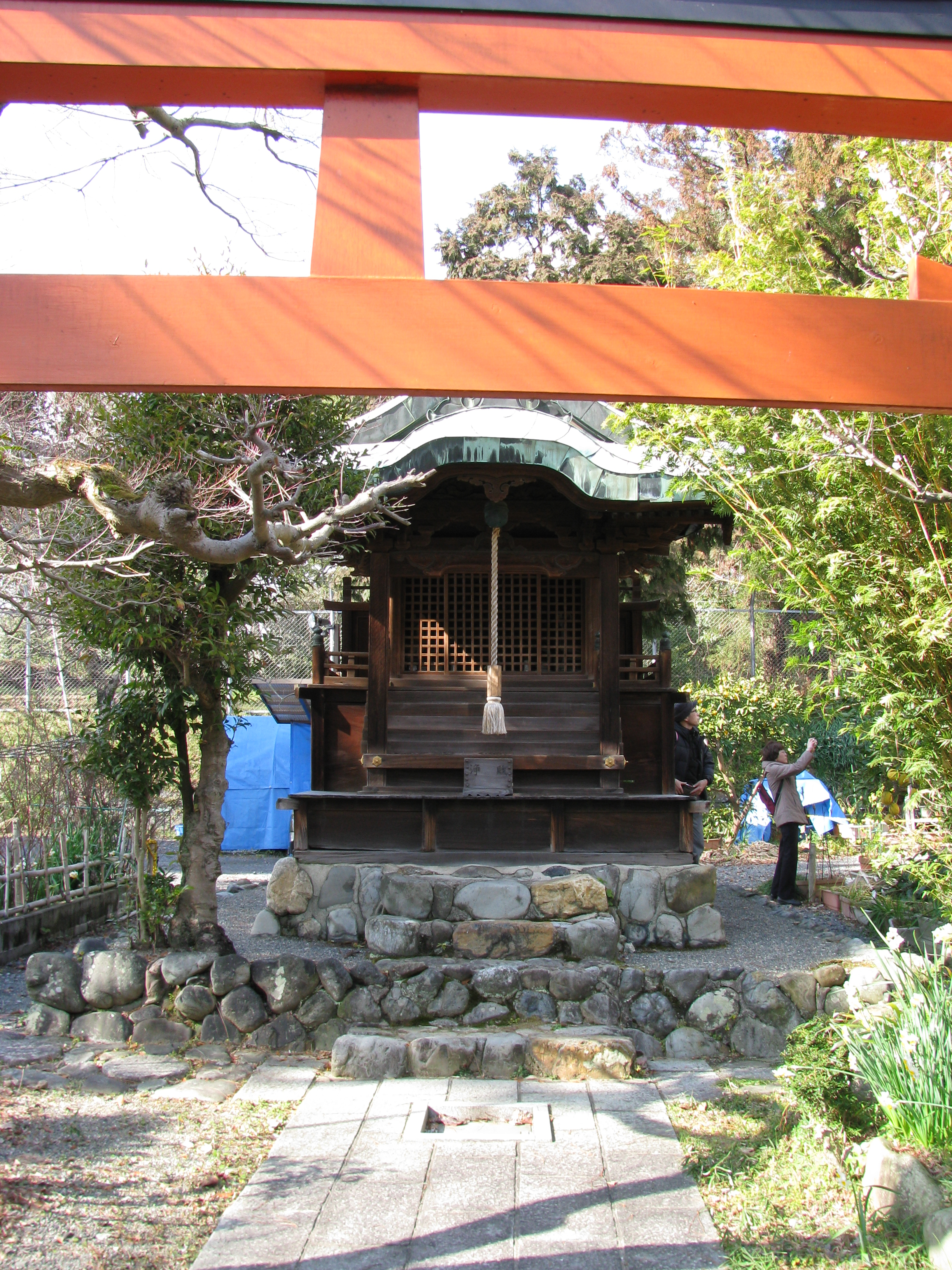
白龍大神社
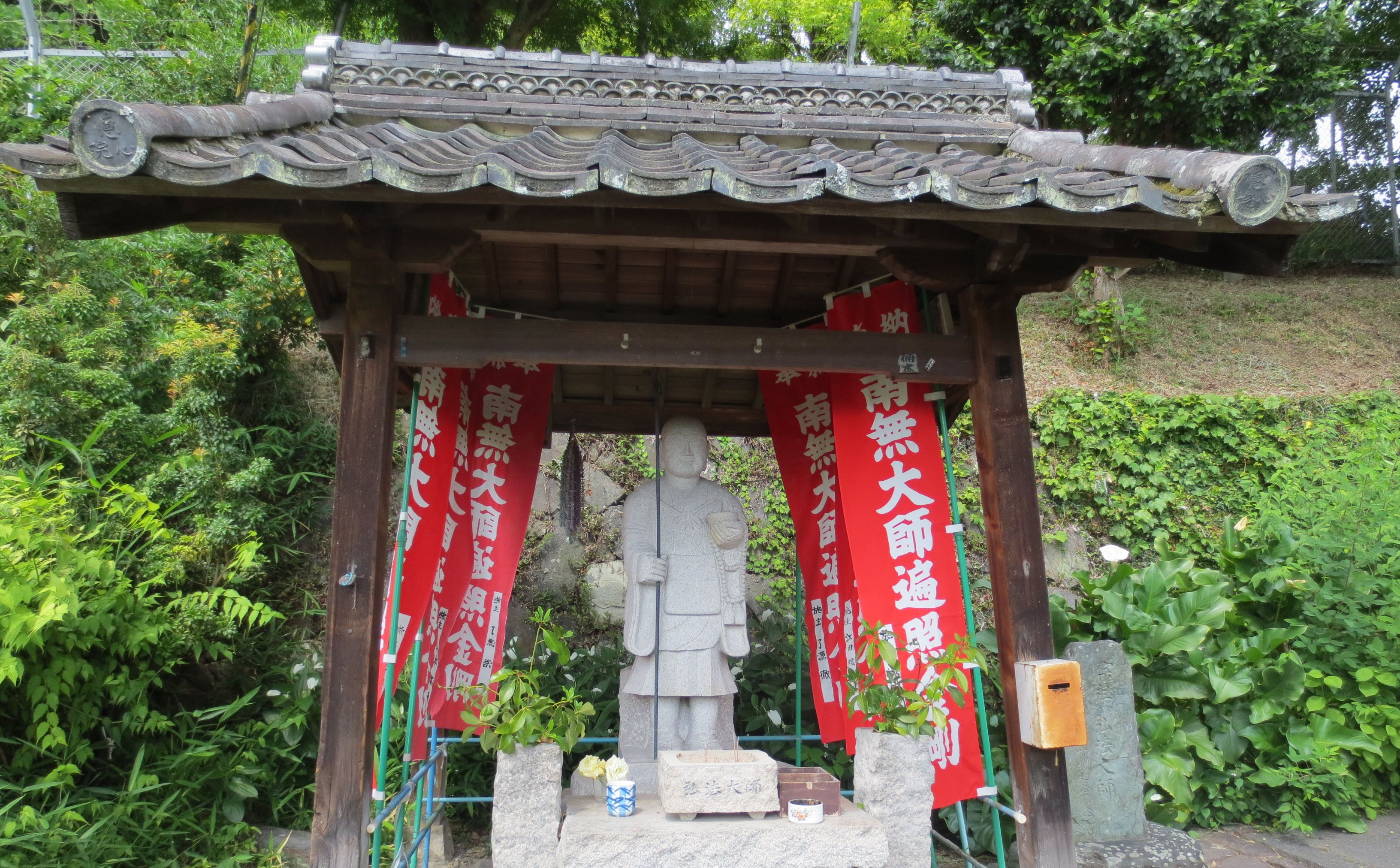
弘法大師石像
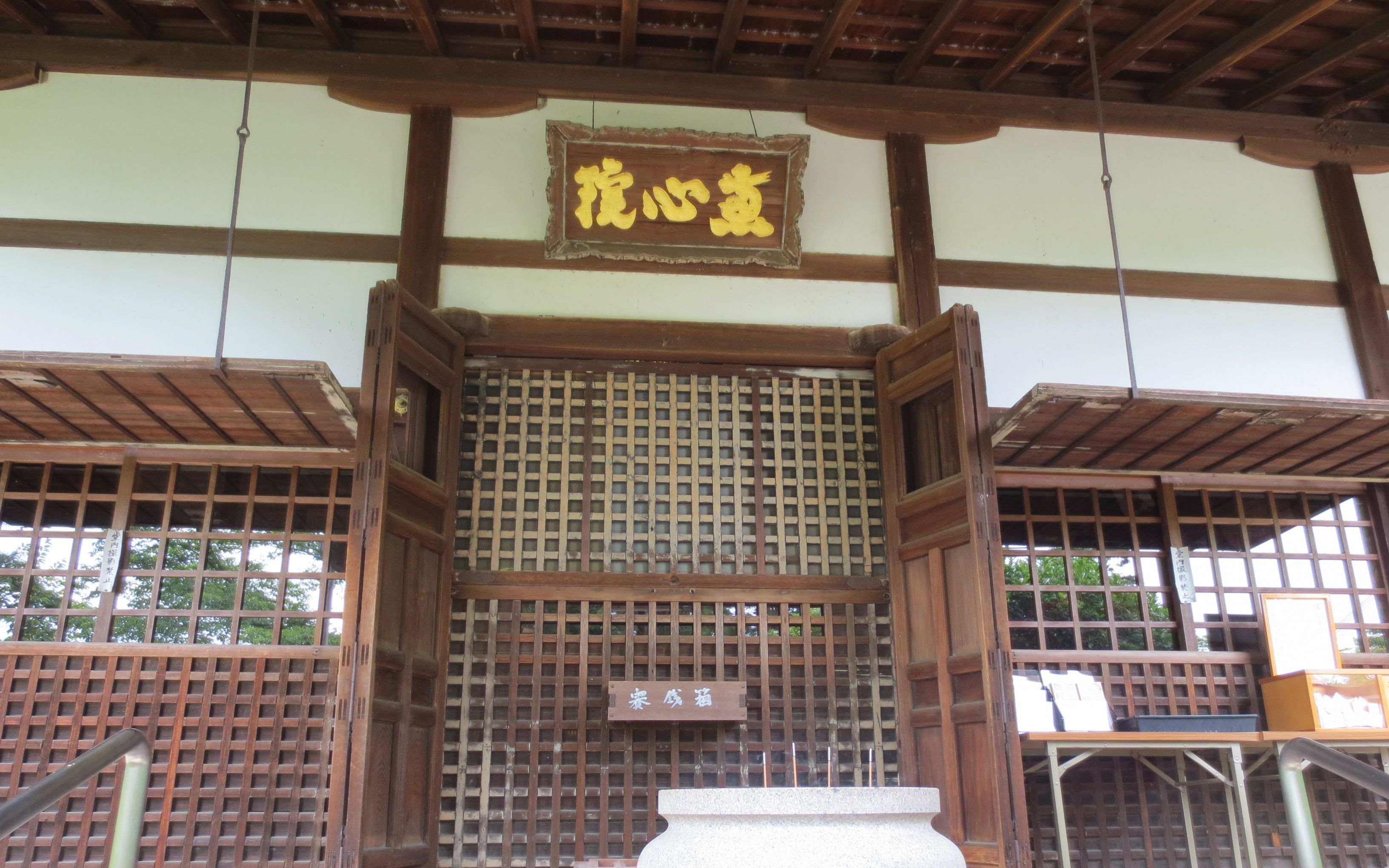
本堂
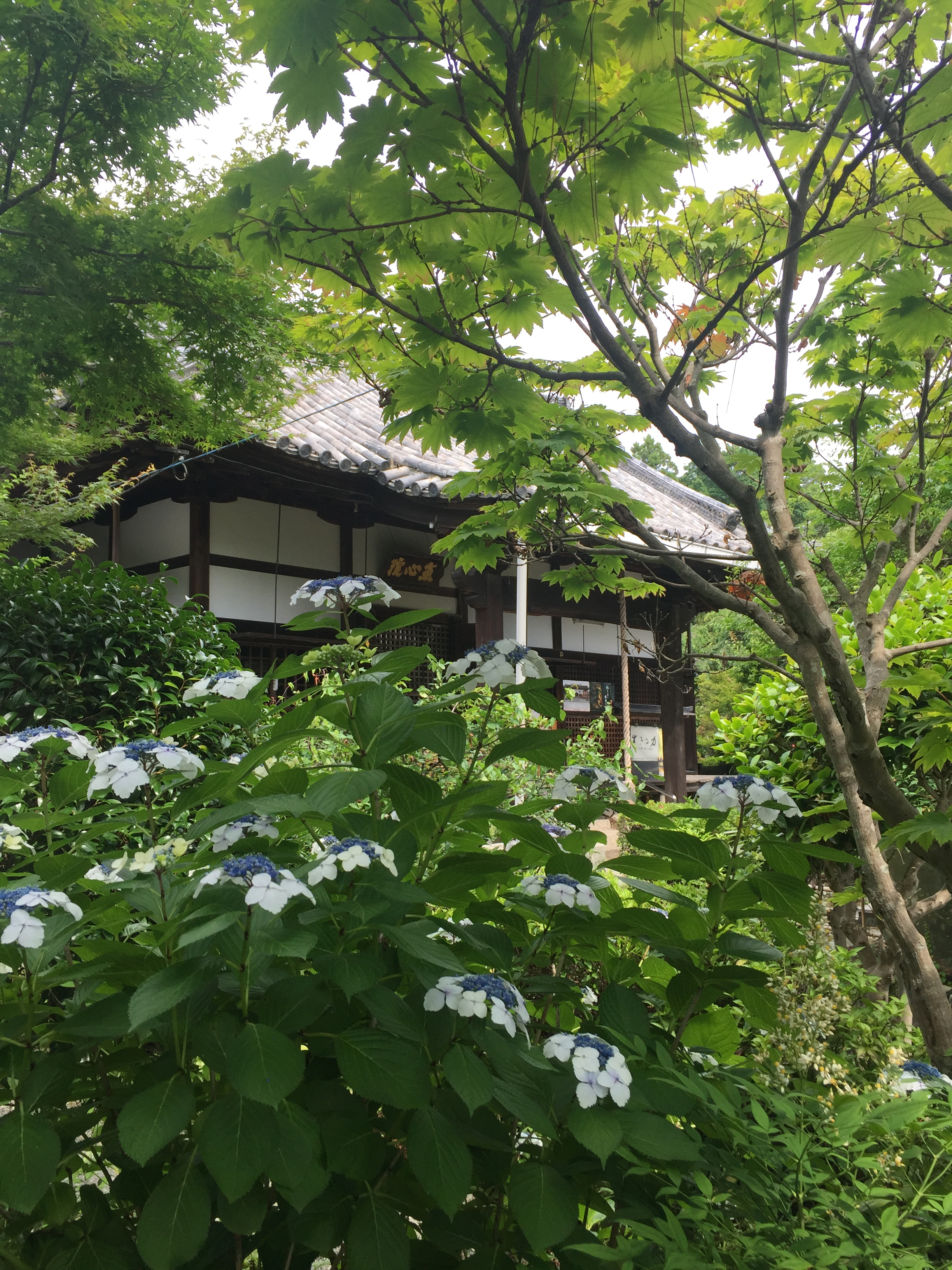
本堂

## 文化財

### 京都府指定有形文化財
- 本堂

### 宇治市指定有形文化財
- 木造十一面観音立像